# NGC 842
NGC 842 è una galassia lenticolare situata nella costellazione della Balena, a una distanza di circa 172 milioni di anni luce dalla nostra Via Lattea.

## Scoperta
La galassia è stata scoperta l'8 gennaio 1831 dall'astronomo britannico John Herschel.

## Gruppo di NGC 788
NGC 842 fa parte del Gruppo di NGC 788, un raggruppamento che comprende almeno cinque galassie. Le altre quattro galassie del gruppo sono IC 183, NGC 788, NGC 829 e NGC 830.